# Rhaphidophora
Genre
Synonymes
- Afrorhaphidophora Engl.[2]
- Raphidophora Hassk.[2]

Rhaphidophora est un genre de plantes de la famille des Araceae.

## Liste d'espèces
Selon World Checklist of Selected Plant Families (WCSP) (18 mai 2017) :
- Rhaphidophora acuminata Merr. (1915)
- Rhaphidophora africana N.E.Br. (1897)
- Rhaphidophora angustata Schott (1863)
- Rhaphidophora araea P.C.Boyce (2000)
- Rhaphidophora australasica F.M.Bailey (1897)
- Rhaphidophora balgooyi P.C.Boyce (2000)
- Rhaphidophora banosensis P.C.Boyce (2000 publ. 2001)
- Rhaphidophora beccarii (Engl.) Engl. (1880)
- Rhaphidophora bogneri P.C.Boyce & Haigh (2016)
- Rhaphidophora bonii Engl. & K.Krause (1908)
- Rhaphidophora brevispathacea Engl. & K.Krause (1916)
- Rhaphidophora burkilliana Ridl. (1925)
- Rhaphidophora calophylla Schott (1860)
- Rhaphidophora chevalieri Gagnep. (1941)
- Rhaphidophora conica Engl. (1880)
- Rhaphidophora conocephala Alderw. (1920)
- Rhaphidophora corneri P.C.Boyce (1999)
- Rhaphidophora crassicaulis Engl. & K.Krause (1908)
- Rhaphidophora crassifolia Hook.f. (1893)
- Rhaphidophora cravenschoddeana P.C.Boyce (2001)
- Rhaphidophora cretosa P.C.Boyce (2000)
- Rhaphidophora cryptantha P.C.Boyce & C.M.Allen (2001)
- Rhaphidophora cylindrosperma Engl. & K.Krause (1908)
- Rhaphidophora dahlii Engl. (1898)
- Rhaphidophora decursiva (Roxb.) Schott (1857)
- Rhaphidophora discolor Engl. & K.Krause (1916)
- Rhaphidophora dulongensis H.Li (1992)
- Rhaphidophora elliptica Ridl. (1905)
- Rhaphidophora elliptifolia Merr. (1921)
- Rhaphidophora elmeri Engl. & K.Krause (1910)
- Rhaphidophora falcata Ridl. (1905)
- Rhaphidophora floresensis P.C.Boyce (2000)
- Rhaphidophora foraminifera (Engl.) Engl. (1908)
- Rhaphidophora formosana Engl. (1898)
- Rhaphidophora fortis P.C.Boyce (2001)
- Rhaphidophora geniculata Engl. (1898)
- Rhaphidophora glauca (Wall.) Schott (1857)
- Rhaphidophora gorokensis P.C.Boyce (2001)
- Rhaphidophora guamensis P.C.Boyce (2001)
- Rhaphidophora hayi P.C.Boyce & Bogner (2000)
- Rhaphidophora hongkongensis Schott (1857)
- Rhaphidophora hookeri Schott (1860)
- Rhaphidophora intonsa P.C.Boyce (2001)
- Rhaphidophora intrusa P.C.Boyce (2001)
- Rhaphidophora jubata P.C.Boyce (2001)
- Rhaphidophora kokodensis P.C.Boyce (2001)
- Rhaphidophora koordersii Engl. (1898)
- Rhaphidophora korthalsii Schott (1863)
- Rhaphidophora lacduongensis V.D.Nguyen & B.H.Quang (2015)
- Rhaphidophora laichauensis Gagnep. (1941)
- Rhaphidophora lancifolia Schott (1860)
- Rhaphidophora latevaginata M.Hotta (1966)
- Rhaphidophora liukiuensis Hatus. (1962)
- Rhaphidophora lobbii Schott (1860)
- Rhaphidophora luchunensis H.Li (1977)
- Rhaphidophora maingayi Hook.f. (1893)
- Rhaphidophora megaphylla H.Li (1977)
- Rhaphidophora megasperma Engl. (1898)
- Rhaphidophora megastigma Engl. (1880)
- Rhaphidophora microspadix K.Krause (1912)
- Rhaphidophora mima P.C.Boyce (2001)
- Rhaphidophora minor Hook.f. (1893)
- Rhaphidophora moluccensis Engl. & K.Krause (1908)
- Rhaphidophora montana (Blume) Schott (1863)
- Rhaphidophora monticola K.Krause (1910)
- Rhaphidophora neoguineensis Engl. (1889)
- Rhaphidophora nicolsonii P.C.Boyce (1999)
- Rhaphidophora okapensis P.C.Boyce & Bogner (2000)
- Rhaphidophora oligosperma Alderw. (1922)
- Rhaphidophora ovoidea A.Chev. (1909)
- Rhaphidophora pachyphylla K.Krause (1912)
- Rhaphidophora parvifolia Alderw. (1922)
- Rhaphidophora peepla (Roxb.) Schott (1857)
- Rhaphidophora peeploides Engl. (1898)
- Rhaphidophora perkinsiae Engl. (1905)
- Rhaphidophora pertusa (Roxb.) Schott (1857)
- Rhaphidophora petrieana A.Hay (1993)
- Rhaphidophora philippinensis Engl. & K.Krause (1908)
- Rhaphidophora pilosa P.C.Boyce (2001)
- Rhaphidophora puberula Engl. (1880)
- Rhaphidophora pusilla N.E.Br. (1897)
- Rhaphidophora sabit P.C.Boyce (2000)
- Rhaphidophora sarasinorum Engl. (1905)
- Rhaphidophora schlechteri K.Krause (1912)
- Rhaphidophora schottii Hook.f. (1893)
- Rhaphidophora spathacea Schott (1863)
- Rhaphidophora spuria (Schott) Nicolson (1978)
- Rhaphidophora stenophylla K.Krause (1912)
- Rhaphidophora stolleana Engl. & K.Krause (1916)
- Rhaphidophora sulcata Gagnep. (1941)
- Rhaphidophora sylvestris (Blume) Engl. (1879)
- Rhaphidophora talamauana Alderw. (1920)
- Rhaphidophora tenuis Engl. (1880)
- Rhaphidophora ternatensis Alderw. (1922)
- Rhaphidophora tetrasperma Hook.f. (1893)
- Rhaphidophora teysmanniana Engl. & K.Krause (1908)
- Rhaphidophora todayensis K.Krause (1911)
- Rhaphidophora tonkinensis Engl. & K.Krause (1908)
- Rhaphidophora typha P.C.Boyce (2005)
- Rhaphidophora ustulata P.C.Boyce (2000)
- Rhaphidophora versteegii Engl. & K.Krause (1910)
- Rhaphidophora waria P.C.Boyce (2001)